# La Garriga
La Garriga è un comune spagnolo di 14 183 abitanti situato nella comunità autonoma della Catalogna.

## Luoghi d'interesse
- Villa romana di Can Terrés